# 安德伍德 (艾奥瓦州)
安德伍德（英語：Underwood）是一個位於美國愛荷華州波特瓦特米縣的城市。

## 地理
安德伍德的座標為41°23′15″N 95°40′43″W / 41.38750°N 95.67861°W，而該地的平均海拔高度為326米（即1070英尺）。

## 人口
根據2010年美國人口普查的數據，安德伍德的面積為1.19平方千米，當中陸地面積為1.19平方千米，而水域面積為0.00平方千米。當地共有人口917人，而人口密度為每平方千米770人。